# Central League (Neuseeland)
Die Central League ist eine neuseeländische Fußballliga. Sie wird derzeit von dem Regionalverband Capital Football betrieben, welcher eine Unterorganisation von New Zealand Football ist. Sportlich ist sie seit 2021 auf der zweiten Ligaebene angesiedelt und stellt die regionale Qualifikation für die erstklassige Championship, der National League, welche nach dem Ende jeder Saison ausgetragen wird.

## Geschichte
Ursprünglich wurde die Liga als Unterbau für die im Jahr 1992 eingeführte New Zealand National Soccer League geschaffen. In dieser war sie dann bis 1999 zweitklassig, weil sie dann erst einmal eingestellt wurde. Zur Saison 2005 wurde sie nach der Einführung der geschlossenen Franchise-Liga New Zealand Football Championship als höchste regionale Liga für bestehende Amateur-Mannschaften wieder eingeführt.

### Seit 2021
In neuer Form ist sie nun seit der Saison 2021 als Qualifikationsliga in der wieder neu eingeführte National League, zur Bestimmung der Teilnehmer an der Championship in der jeweiligen Saison dient. In dieser ist kein fester Aufstieg möglich, sondern alle Teilnehmer müssen sich über die Central League immer neu qualifizieren. Derzeit nehmen die drei besten Mannschaften einer Spielzeit an dieser Ausspielung teil. Die Mannschaft auf dem letzten Platz steigt entweder in die Central Federation League oder die Capital Premier ab, je nachdem, wo sie herkommt.

## Bisherige Meister

### 1992 bis 1999
| Saison | Team                    |
| ------ | ----------------------- |
| 1992   | Whanganui East Athletic |
| 1993   | Manawatu                |
| 1994   | Tawa                    |
| 1995   | Wainuiomata             |
| 1996   | Western Suburbs         |
| 1997   | Miramar Rangers         |
| 1998   | Western Suburbs         |
| 1999   | Island Bay United       |

### Seit 2005
| Saison | Team                   |
| ------ | ---------------------- |
| 2005   | Western Suburbs        |
| 2006   | Miramar Rangers        |
| 2007   | Western Suburbs        |
| 2008   | Miramar Rangers        |
| 2009   | Western Suburbs        |
| 2010   | Wellington Olympic     |
| 2011   | Miramar Rangers        |
| 2012   | Napier City Rovers     |
| 2013   | Miramar Rangers        |
| 2014   | Miramar Rangers        |
| 2015   | Napier City Rovers     |
| 2016   | Wellington Olympic     |
| 2017   | Western Suburbs        |
| 2018   | Napier City Rovers     |
| 2019   | Western Suburbs        |
| 2020   | Miramar Rangers        |
| 2021   | Wellington Olympic     |
| 2022   | Wellington Olympic     |
| 2023   | noch nicht ausgespielt |